# Columbia (bande dessinée)
Pour les articles homonymes, voir Columbia.
Columbia est une série de bande dessinée pour la jeunesse de Jean-Luc Cornette (scénario), Christian Durieux (dessin) et Francesca (couleurs).

## Albums
- Tome 1 : Commandant papa (2003)
- Tome 2 : L'Inspectrice (2004)

## Publication

### Éditeurs
- Delcourt (Collection Jeunesse) : Tomes 1 et 2 (première édition des tomes 1 et 2).